# Earth (Teksas)
Earth je grad u američkoj saveznoj državi Teksas. Prema popisu stanovništva iz 2010. u njemu je živjelo 1.065 stanovnika.